# Université d'Osan (métro de Séoul)
Université d'Osan (hangeul : 오산대 ; hanja : 烏山, officiellement en anglais Osan University) est une station de passage de la ligne 1 du métro de Séoul. Elle est située au 236 Cheonghak-ro, dans le quartier Sucheong-dong de la ville Osan-si, dans la province Gyeonggi-do, au sud-ouest de la ville de Séoul en Corée du Sud.
Ouverte en 2005, la station est desservie par les rames du service omnibus de la ligne 1.

## Situation sur le réseau

Plan du réseau (2023)

Établie en surface, la station Université d'Osan est une station de passage de la ligne 1 (branche Guro-Sinchang) du métro de Séoul, elle est située : entre la station Sema, en direction du terminus nord-est Yeoncheon, et la station Osan, en direction du terminus sud-ouest Sinchang.

## Histoire
La station de métro Université d'Osan est mise en service le 27 décembre 2005 sur la section, dite ligne Gyeongbu,, de la ligne 1 du métro de Séoul, lors du prolongement de Byeongjeom à Cheonan.

## Services aux voyageurs

### Accès et accueil
La station est établie au 236 Cheonghak-ro, dans le quartier Sema-dong. Elle dispose de deux bouches, numérotées 1 et 2, de part et d'autre de la station. La bouche n°1 est située à l'est de la station sur la Gyeonggi-daero et la bouche n°2 est située à l'est sur la Cheonghak-ro,,.

### Desserte
Université d'Osan, est desservie par les rames d'un service omnibus de la ligne 1. Elle dispose de deux quais centraux équipés de portes palières.

### Intermodalité
Des arrêts de bus sont situés à proximité des bouches.

## À proximité
L'arboretum de Mulhyanggi est à moins de 5 minutes à pied. En coréen, mul signifie « eau » et hyanggi signifie parfum . Gérés par la province de Gyeonggi et ouverts en mai 2006, les jardins présentent 1 600 espèces de plantes, et 'Université d'Osan située à environ 1,5 kilomètre de la station et plus proche de la station suivante sur la ligne 1.